# Џанг Син
Џанг Син (Аншан 4. август 1985) је кинеска репрезентивка у слободном скијању у дисциплини акорбатски скокови. Слободним скијањем се бави од 1998. године.
На Светском првенству 2013. била је дванаеста, а 2017. шеста.
На Олимпијским играма у Сочију 2014. заузела је тринаесто место, а у Пјонгчнагу 2018. остварила је највећи успех освајањем сребрне медаље.